# Ishtar Terra
Ishtar Terra est l'une des deux principales hautes terres de la planète Vénus, à proximité du pôle nord. Son altitude moyenne est supérieure à 2 km au-dessus du rayon moyen vénusien, l'autre grand « continent » étant Aphrodite Terra, situé sur l'équateur et qui est sensiblement plus vaste. Il s'agit d'une formation d'origine tectonique et volcanique s'étendant sur 3 700 km dans le sens est-ouest et sur 1 500 km dans le sens nord-sud, ce qui lui confère une taille intermédiaire entre celle de l'Australie et des 48 États contigus des États-Unis. C'est la région d'altitude la plus élevée de Vénus, à l'image de l'Himalaya et du Plateau Tibétain sur Terre. 

## Géographie

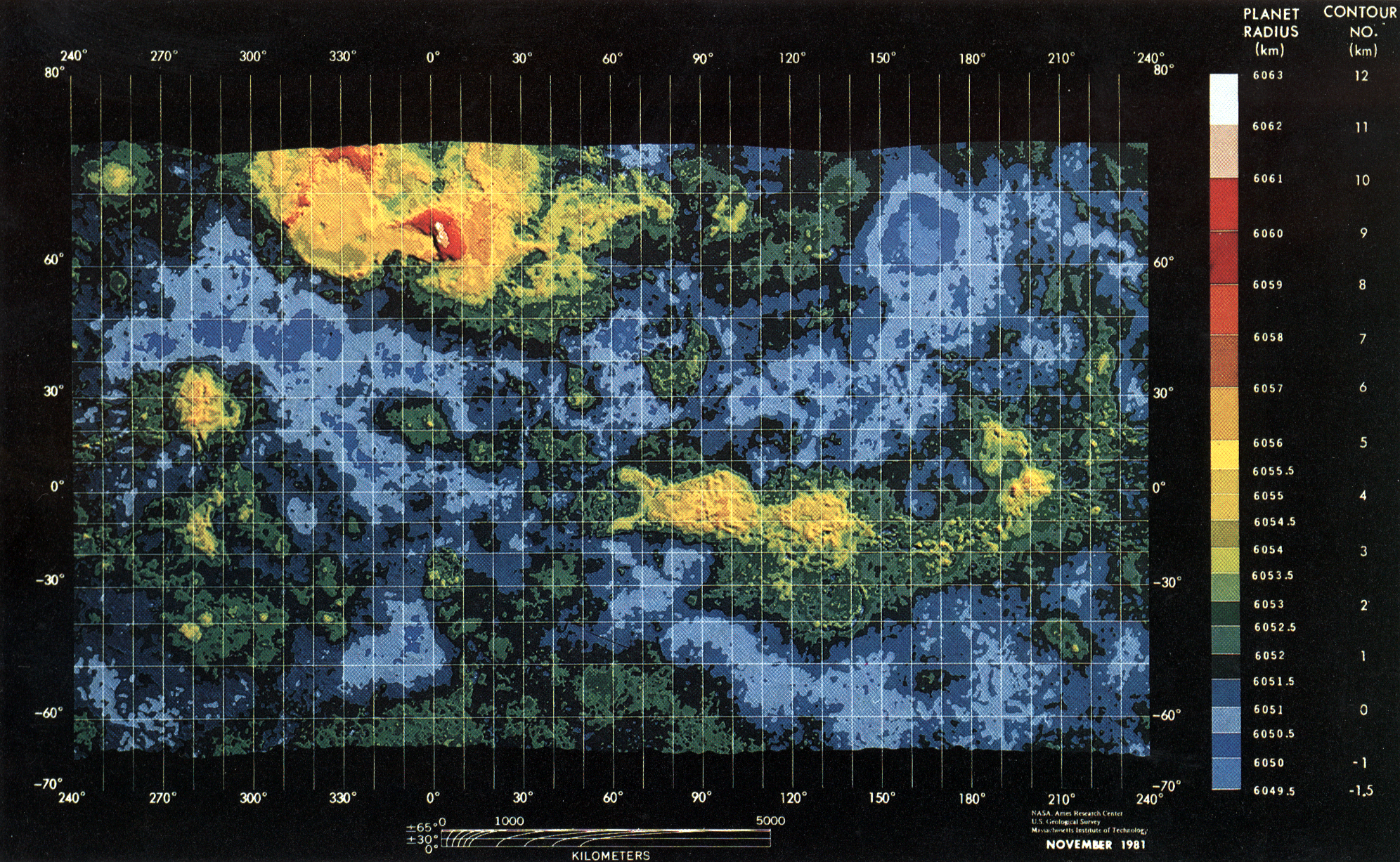
Carte topographique obtenue au radar par Pioneer Venus en novembre 1981.

La topographie d'Ishtar Terra a été particulièrement étudiée dès le début des années 1980 notamment par les Soviétiques avec les sondes jumelles Venera 15 et Venera 16. Les sondes américaines Pioneer Venus de la fin des années 1970 jusqu'au début des années 1990, et Magellan qui a pris sa suite au cours des années 1990, ont permis d'affiner ces connaissances. La sonde européenne Venus Express, actuellement en exploitation autour de la planète, est destinée à l'étude de son atmosphère et non de sa topographie, de sorte que les données relatives à la géographie vénusienne remontent essentiellement au siècle dernier.
Bordée au nord par la plaine polaire de Snegurochka Planitia, à l'ouest par Libuše Planitia, au sud par Sedna Planitia et Bereghinya Planitia, et à l'est par Audra Planitia, la région d'Ishtar Terra s'organise en trois domaines géographiques principaux :
- à l'ouest se trouve l'unique haut plateau vénusien, Lakshmi Planum, avec une altitude d'environ 3 500 m au-dessus du rayon moyen[2] et une superficie double de celle du Plateau Tibétain, qui semble être géologiquement à l'origine de toute la région. Il est bordé par trois régions montagneuses : Freyja Montes au nord, formant un massif ramassé qui culmine à 6 500 m, Akna Montes à l'ouest, formant un massif plus large et relevé sur sa frange sud-est où il culmine à 6 000 m, et Danu Montes le long de la côte sud où cette chaîne de montagnes, moins élevée (culminant à 5 000 m) mais aux pentes abruptes, forme une sorte de cordillère. Il s'agit d'une région essentiellement volcanique : on y trouve notamment une grande caldeira volcanique (Colette Patera) à l'est du plateau et une autre en son centre (Sacajawea Patera), tandis que de nombreux volcans plus petits, tels que Siddons Patera, sont décelables un peu partout sur sa surface. Ses terrains sont géologiquement plus jeunes (datant de la seconde moitié du Guinevérien, soit quelques centaines de millions d'années[5]) que ceux des plaines, elles aussi volcaniques, situées en contrebas et datées initialement de 1,0 à 0,5 Ga[6] mais plus récemment du Fortunien au début du Guinevérien[7],[8]. La chaîne d'Akna Montes semble même encore postérieure (datant de l'Aurélien, sans doute moins de 50 Ma) à en juger par les déformations constatées sur les terrains adjacents des plaines de Lakshmi[9] ;

- au centre se trouve le plus haut massif montagneux vénusien, Maxwell Montes, qui culmine à 10 700 m[2] au niveau de Skadi Mons, avec un versant très abrupt à l'ouest, en surplomb de Lakshmi Planum, mais des reliefs plus doux à l'est. Sur ce versant se situe le cratère Cléopâtre, un cratère d'impact de 105 km de diamètre qui apparaît très peu déformé ;

- à l'est, sur plus de la moitié d'Ishtar Terra, s'étend Fortuna Tessera, région longue de plus de 2 800 km au relief localement tourmenté et dominée à l'ouest par des terrains en forme de tesserae, c'est-à-dire ridés par de nombreux plis et sillons entrecroisés qui leur donnent une apparence carrelée, ou « en tuiles, » typiques de Vénus où ils sont la marque de forces de compression sur terrains anciens typiquement de 1 000 à 2 000 m d'altitude.

Toute la région s'organise en fait autour de Lakshmi Planum, qui est entièrement ceinturé de montagnes — plus hautes et plus étendues à l'est qu'à l'ouest — qui sont elles-mêmes ceinturées de tesserae descendant jusqu'aux plaines environnantes — là encore, avec une asymétrie est-ouest notable à l'origine de l'extension orientale du « continent » à travers l'immense tessera Fortuna, dont les reliefs sont cependant moins élevés que ceux du haut plateau occidental. En résumé, les tesserae périphériques de Lakshmi sont :
- Itzpapalotl Tessera au nord de Freyja Montes, large de 300 km et séparée de Snegurochka Planitia par l'escarpement d'Uorsar Rupes, haut de près de 3 000 m ;
- Atropos Tessera à l'ouest d'Akna Montes, large de plus d'un millier de kilomètres sur lesquels l'altitude passe de 4 000 à 0 m ;
- Moira Tessera au sud-ouest et Clotho Tessera au sud de Danu Montes, descendant graduellement, pour cette dernière, vers Sedna Planitia en perdant 2 000 m d'altitude sur 300 km ;
- Fortuna Tessera s'étendant sur plusieurs milliers de kilomètres vers l'est et le nord-est de Maxwell Montes.

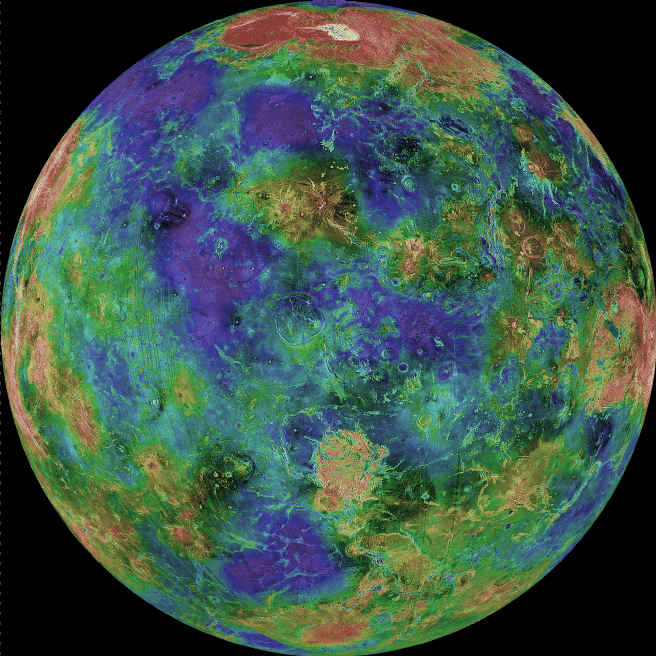
Vue altimétrique de Vénus : la formation rougeâtre au nord est Ishtar Terra, avec le massif de Maxwell Montes apparaissant en blanc et Lakshmi Planum en carmin.

## Géologie
La morphologie générale de la région suggère une origine tectonique par compression, notamment les tesserae orientales et les versants abrupts du massif de Maxwell Montes au-dessus de Lakshmi Planum à l'ouest.
Un scénario proposé dans les années 1990 pour rendre compte des différentes observations d'alors expose que Lakshmi Planum correspondrait à un bouclier terrestre, c'est-à-dire un fragment d'écorce ancienne au relief modéré, qui aurait subi dans un premier temps des forces d'extension à l'origine d'épanchements de lave fluide à travers des fissures volcaniques à la manière des trapps du Deccan, avant de subir dans un second temps des forces de compression à l'origine des reliefs qui ceinturent le haut plateau et qui semblent postérieurs à sa surface.
Ce scénario a été affiné lors d'une communication de 1998 au cours de laquelle une distinction a été faite entre d'un côté le nord et l'ouest de Lakshmi, et de l'autre le sud du haut plateau: s'il y a bien eu compression tardive au nord et à l'ouest, le scénario au sud est plus complexe, comprenant la scission par glissement des deux tesserae (Moira à l'ouest et Clotho à l'est) avec, à l'est, des formations d'extension (grabens) et non de compression ; Clotho Tessera est d'ailleurs la région vénusienne présentant la plus forte concentration de structures matérialisant une expansion crustale.